# Берген (Лимбург)
Берген (нидерл. Bergen, лимб. Baerge) — община на юго-востоке Нидерландов, в провинции Лимбург. Административный центр — Ньив-Берген.

## История
Берген существует как минимум с XVI века. В результате восьмидесятилетней войны он оказался в той части Гельдерна, которая осталась под управлением Испании. Во время войны за испанское наследство был оккупирован прусскими войсками, и по Утрехтскому миру вошёл в состав Пруссии. В 1815 году, в соответствии с решением Венского конгресса, Берген был передан Нидерландам; граница между Пруссией и Нидерландами была проведена «на расстоянии пушечного выстрела от реки Маас».

## Состав общины
- Ньив-Берген
- Берген
- Афферден
- Айен
- Сибенгевалд
- Велл
- Веллерлои